# Isothamnis prisciformis
Isothamnis prisciformis is een vlinder uit de familie van de wespvlinders (Sesiidae), onderfamilie Tinthiinae.
Isothamnis prisciformis is voor het eerst wetenschappelijk beschreven door Edward Meyrick in 1935. De soort komt voor in het Oriëntaals gebied.